# Lätt tungvikt i boxning vid olympiska sommarspelen 2000
Resultat från boxning vid olympiska sommarspelen 2000 och herrarnas lätta tungvikt. De 28 boxarna vägde under 81 kg. Tävlingarna arrangerades i Sydney Convention and Exhibition Center.

## Medaljörer
| Klass         | Guld                         | Silver                 | Brons                        |
| Lätt tungvikt | Aleksandr Lebziak · Ryssland | Rudolf Kraj · Tjeckien | Andriy Fedchuk · Ukraina     |
| Lätt tungvikt | Aleksandr Lebziak · Ryssland | Rudolf Kraj · Tjeckien | Sergey Mihaylov · Uzbekistan |

## Resultat

### Första omgången
| Första Rundan Datum: Onsdagen 20 september 2000 | Första Rundan Datum: Onsdagen 20 september 2000 | Första Rundan Datum: Onsdagen 20 september 2000 |
| Vinnare                                         | Resultat                                        | Förlorare                                       |
| ----------------------------------------------- | ----------------------------------------------- | ----------------------------------------------- |
| Troy Amos-Ross (CAN)                            | ()                                              | Bye                                             |
| Jegbefumere Albert (NGR)                        | ()                                              | Bye                                             |
| Olanda Anderson (USA)                           | ()                                              | Bye                                             |
| Rudolf Kraj (CZE)                               | ()                                              | Bye                                             |
| Andriy Fedchuk (UKR)                            | RSC-3                                           | Azize Raguig (MAR)                              |
| Charles Adamu (GHA)                             | 16:3                                            | Courtney Fry (GBR)                              |
| Gurcharan Singh (IND)                           | 11:9                                            | Ki Soo-Choi (KOR)                               |
| Danie Venter (RSA)                              | 12:9                                            | Ihab al-Youssef (SYR)                           |
| Isael Alvarez (CUB)                             | RSC-4                                           | Giacobbe Fragomeni (ITA)                        |
| Olzhas Orazaliev (KAZ)                          | RSC-4                                           | Hugo Garay (ARG)                                |
| Sergey Mihaylov (UZB)                           | 15:6                                            | Claudio Rasco (ROU)                             |
| Ali Ismayilov (AZE)                             | 14:9                                            | Emil Krastev (BUL)                              |
| John Dovi (FRA)                                 | 14:10                                           | Shawn Terry Cox (BAR)                           |
| Alexey Katulievsky (KGZ)                        | 11:2                                            | George Odindo (KEN)                             |
| Danny Green (AUS)                               | RSC-4                                           | Laudelino Barros (BRA)                          |
| Alexandre Lebziak (RUS)                         | RSC-3                                           | Fall El Hadj Djibril (SEN)                      |

### Andra rundan
| Andra Rundan Datum: Söndagen 24 september 2000 | Andra Rundan Datum: Söndagen 24 september 2000 | Andra Rundan Datum: Söndagen 24 september 2000 |
| Vinnare                                        | Resultat                                       | Förlorare                                      |
| ---------------------------------------------- | ---------------------------------------------- | ---------------------------------------------- |
| Jegbefumere Albert (NGR)                       | RSC-3                                          | Troy Amos-Ross (CAN)                           |
| Rudolf Kraj (CZE)                              | 13:12                                          | Olanda Anderson (USA)                          |
| Andriy Fedchuk (UKR)                           | 13:5                                           | Charles Adamu (GHA)                            |
| Gurcharan Singh (IND)                          | RSC-4                                          | Danie Venter (RSA)                             |
| Olzhas Orazaliev (KAZ)                         | RSC-3                                          | Isael Alvarez (CUB)                            |
| Sergey Mihaylov (UZB)                          | 23:18                                          | Ali Ismayilov (AZE)                            |
| John Dovi (FRA)                                | RSC-4                                          | Alexey Katulievsky (KGZ)                       |
| Alexandre Lebziak (RUS)                        | RSC-4                                          | Danny Green (AUS)                              |

### Kvartsfinaler
| Kvartsfinaler Datum: Onsdagen 27 september 2000 | Kvartsfinaler Datum: Onsdagen 27 september 2000 | Kvartsfinaler Datum: Onsdagen 27 september 2000 |
| Vinnare                                         | Resultat                                        | Förlorare                                       |
| ----------------------------------------------- | ----------------------------------------------- | ----------------------------------------------- |
| Rudolf Kraj (CZE)                               | 8:7                                             | Jegbefumere Albert (NGR)                        |
| Andriy Fedchuk (UKR)                            | +12:12                                          | Gurcharan Singh (IND)                           |
| Sergey Mihaylov (UZB)                           | RSC-4                                           | Olzhas Orazaliev (KAZ)                          |
| Alexandre Lebziak (RUS)                         | 13:11                                           | John Dovi (FRA)                                 |

### Semifinaler
| Semifinaler Datum: Fredagen 29 september 2000 | Semifinaler Datum: Fredagen 29 september 2000 | Semifinaler Datum: Fredagen 29 september 2000 |
| Vinnare                                       | Resultat                                      | Förlorare                                     |
| --------------------------------------------- | --------------------------------------------- | --------------------------------------------- |
| Rudolf Kraj (CZE)                             | 11:7                                          | Andriy Fedchuk (UKR)                          |
| Alexandre Lebziak (RUS)                       | RSC-1                                         | Sergey Mihaylov (UZB)                         |

### Final
| Final Datum: Onsdagen 1 oktober 2000 | Final Datum: Onsdagen 1 oktober 2000 | Final Datum: Onsdagen 1 oktober 2000 |
| Vinnare                              | Resultat                             | Förlorare                            |
| ------------------------------------ | ------------------------------------ | ------------------------------------ |
| Alexandre Lebziak (RUS)              | 20:6                                 | Rudolf Kraj (CZE)                    |